# Koldo Losada
Koldo Losada Atutxa (Guecho, Vizcaya, 13 de noviembre de 1960 - Bilbao, Vizcaya, 19 de noviembre de 2014) fue un actor español.

## Trayectoria
Era muy conocido por sus trabajos como actor secundario en numerosas series de televisión de éxito, como Águila Roja, Los Serrano, Amar en tiempos revueltos y Cuéntame cómo pasó.
Intervino también en Yo soy Bea, Policías, El secreto de Puente Viejo o la serie en euskera emitida por ETB1 Goenkale.

## Muerte
Koldo Losada fue asesinado el mediodía del 19 de noviembre de 2014, junto a su perro Gastón, por su marido, Jon Andoni Ezkurdia, aprovechando que Koldo estaba adormecido por la ingesta previa de flurazepam, lorazepam, zolpidem y clometiazoltras (suministradas previamente por el propio Ezkurdia), propinándole varios golpes en la cabeza con un objeto contundente hasta causarle la muerte. Gastón, por su parte, murió asfixiado también por el propio Ezkurdia, el cual fue detenido esa misma noche tras confesar el crimen a unas amigas. Fue condenado en 2016 por la Audiencia Provincial de Vizcaya a 19 años de cárcel por el asesinato con alevosía de Koldo Losada.